# Айзенберг, Луис
Луис Р. Айзенберг (англ. Louis R. Eisenberg, 1876, Одесса — ?) — американский шахматист российско-еврейского происхождения, журналист.

## Биография
Родился в Одессе. После окончания училища занимался журналистикой.
На рубеже 1901—1902 гг. выиграл турнир сильнейших шахматистов Одессы.
В 1902 году принял участие в международном шахматном турнире в Монте-Карло, на котором занял 18-е место. Репортажи Айзенберга о ходе турнира публиковались в газете «Одесские новости».
После Кишиневского погрома 6—7 апреля 1903 г. принял решение уехать из России (первое упоминание о нём в американской прессе — 16 августа 1903 г.).
Выступал в американских соревнованиях. В частности, участвовал в 7-м Американском шахматном конгрессе в Сент-Луисе (1904).
В 1909 г. разделил 1—3 места в чемпионате штата Нью-Йорк (с К. Хауэллом и Х. Цирном; в дополнительном соревновании победил Хауэлл).
Последний турнир с участием Айзенберга датируется 1920 г. Дальнейшая судьба шахматиста неизвестна.

## Спортивные результаты
| Год         | Город       | Соревнование                                           | + | − | = | Результат | Место |
| ----------- | ----------- | ------------------------------------------------------ | - | - | - | --------- | ----- |
| 1901 / 1902 | Одесса      | Турнир одесских шахматистов                            |   |   |   |           | 1     |
| 1902        | Монте-Карло | Международный турнир                                   |   |   |   | 4½ из 19  | 18    |
| 1903        |             | Матч по телеграфу Чикагский ШК — Бруклинский ШК        |   |   |   |           |       |
| 1904        | Сент-Луис   | 7-й американский шахматный конгресс                    | 4 | 4 | 1 | 4½ из 9   | 5—6   |
|             |             | Матч по телеграфу Чикагский ШК — ШК городов-побратимов |   |   |   |           |       |
| 1909        | Нью-Йорк    | Чемпионат штата Нью-Йорк                               |   |   |   |           | 1—3   |
|             | Нью-Йорк    | Матч Бруклинский ШК — ШК им. Райса                     |   |   |   |           |       |
|             | Нью-Йорк    | Показательная партия с Х. Р. Капабланкой               | 0 | 1 | 0 |           |       |
| 1920        | Мемфис      | Открытый чемпионат США                                 |   |   |   |           | [ 4 ] |